# Panjani
Panjani är en ort i Kroatien.   Den ligger i länet Moslavina, i den östra delen av landet, 80 km sydost om huvudstaden Zagreb. Panjani ligger 168 meter över havet och antalet invånare är 122.
Terrängen runt Panjani är platt åt nordost, men åt sydväst är den kuperad. Runt Panjani är det ganska tätbefolkat, med 67 invånare per kvadratkilometer. Närmaste större samhälle är Hrvatska Kostajnica, 2,0 km sydost om Panjani. I omgivningarna runt Panjani växer i huvudsak lövfällande lövskog.